# Cachexia guyanensis
Cachexia guyanensis är en skalbaggsart som beskrevs av Dégallier 2004. Cachexia guyanensis ingår i släktet Cachexia och familjen stumpbaggar. Inga underarter finns listade i Catalogue of Life.